# 若昂·索萨 (葡萄牙)
若昂·佩德罗·科埃略·马里尼奥·德索萨（葡萄牙語：João Pedro Coelho Marinho de Sousa，1989年3月30日—）是一位葡萄牙職業網球運動員。他曾参加2016年夏季奥林匹克运动会，结果在单打第二轮被阿根廷选手胡安·馬丁·德爾波特羅淘汰。

## 冠軍
| ATP巡迴賽單打賽事冠軍                          |
| 大滿貫賽事（0次冠軍）                          |
| ATP年終賽（大師杯）/ 世界巡迴總決賽（0次冠軍） |
| ATP大師系列賽/ 世界巡迴大師賽 1000（0次冠軍）  |
| ATP黃金國際巡迴賽/ 世界巡迴賽 500（0次冠軍）   |
| ATP國際巡迴賽/ 世界巡迴賽 250（2次冠軍）       |

| 依場地分類    |
| 硬地（2）     |
| 紅土（0）     |
| 草地（0）     |
| 室內地毯（0） |

| 依室內外分類 |
| 室外（0）    |
| 室內（2）    |

### 單打冠軍（2）
| 次數 | 日期          | 比賽            | 場地     | 對手                   | 比數          |
| 1.   | 2013年9月29日 | 马来西亚 吉隆坡 | 室內硬地 | 儒利安·貝內托          | 2–6, 7–5, 6–4 |
| 2.   | 2015年11月1日 | 西班牙 華倫西亞 | 室內硬地 | 羅伯托·包蒂斯塔·阿古特 | 3–6, 6–3, 6–4 |

## 外部連結
- 若昂·索萨（英文/西班牙文）的官方資料
- 喬奧·索薩的國際網球總會 職業／青少年 官方資料（英文）
- 若昂·索萨的官方資料（英文）